# Алтан Тобчи
«Алтан Тобчи» (монг. Алтан товч — «золотая пуговица», «золотой свод») — монгольская летопись XVII века, исторический и литературный памятник. Уникальное наследие монгольской историографии. Воспроизводит данные более древних летописей, не дошедших до нас.

## Содержание
Два варианта Алтан Тобчи дошли до наших дней — Малый алтан тобчи и Большой алтан тобчи. Малый алтан тобчи создан в начале XVII века. В нём преобладают религиозные сюжеты. Летопись открывается мифами о сотворении мира и человека, продолжена легендами о царях, святых Индии и Тибета. Наряду с рассказами о Чингисхане, Угэдэе, Хубилае повествуется о значительных событиях в Монголии в течение 270 лет. Второй вариант Алтан Тобчи исправлен и дополнен в 1620 ордосским монгольским ламой Лубсан Данзаном. Происхождение Чингисхана в нём определено на основе буддийских легенд о святых. Имеются сведения из Тайной истории монголов, множество легенд, народных пословиц, поговорок. Во многом совпадает с «Сокровенным сказанием» (эти две летописи как бы дополняют друг друга и составляют антологию древней монгольской поэзии). Помимо стихов, приводимых и в «Сказании», «Алтан Тобчи» содержит также обращение монгольского феодала Худэй-сэцэна к сыновьям Амбагай-хана, беседу мальчика-сироты с девятью сподвижниками Чингисхана и пр. Алтан Тобчи переведен на китайский, русский, японский языки.